# Concerto pour piano no 4 d'Anton Rubinstein
Pour un article plus général, voir Concerto pour piano.
Pour les articles homonymes, voir Concerto pour piano (homonymie).
Le Concerto pour piano et orchestre no 4 en ré mineur est un concerto pour piano d'Anton Rubinstein, composé en 1864. Il est contemporain du premier concerto pour piano de Brahms également en ré mineur.
La première du concerto est jouée par l'auteur, le 29 octobre 1864 à Saint-Pétersbourg. Publié initialement en 1865, la version finale, après deux révisions, est éditée en 1872. Rubinstein dédie son œuvre au violoniste Ferdinand David.
C'est l'une des rares œuvres de Rubinstein qui soit encore jouée aujourd'hui et qui a été enregistrée par Shura Cherkasky et Marc-André Hamelin. C'est une pièce difficile, avec un développement dramatique et de nombreux accords et octaves puissants.

## Structure
1. Moderato assai
2. Andante
3. Finale - Allegro

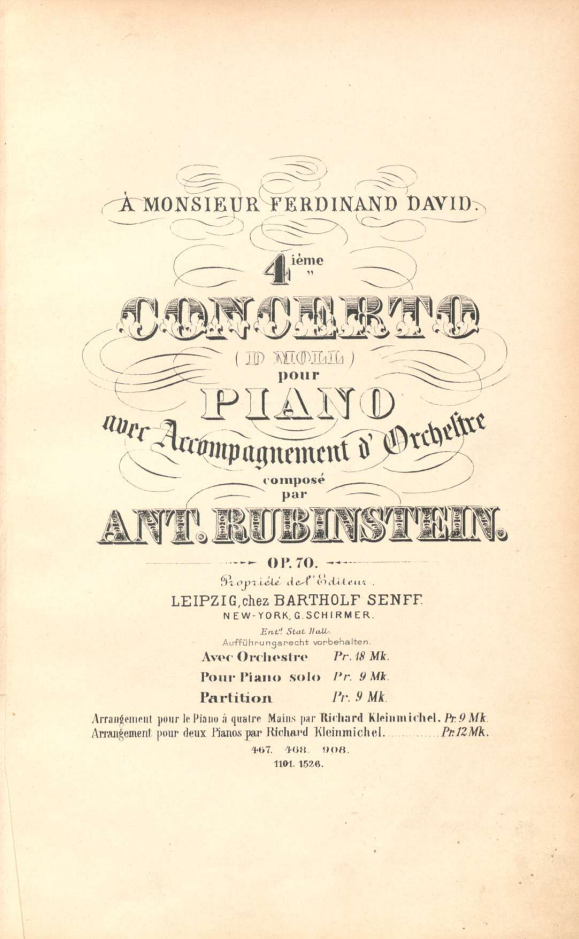
Couverture de la Partition du concerto n°4 d'Anton Rubinstein

Durée : un peu plus de trente minutes.

## Instrumentation
| Instrumentation du Concerto pour piano no 4                                     |
| Bois                                                                            |
| 1 piccolo, 2 flûtes, 2 hautbois, 2 clarinettes en si bémol, 2 bassons           |
| Cuivres                                                                         |
| 2 cors en fa, 2 trompettes en ré et fa,                                         |
| Percussions                                                                     |
| timbales en ré et la                                                            |
| Cordes                                                                          |
| 1 piano soliste, premiers et seconds violons, altos, violoncelles, contrebasses |

## Analyse

### I. Moderato assai
En ré mineur de forme sonate, à 
. Après la présentation et le développement du premier thème par l'orchestre, le piano apparaît dans une cadence spectaculaire. Le premier thème (préemptant l’ossia de la troisième cadence no 1 de Rachmaninov) est à nouveau présenté au piano, suivi d'un autre thème en ré mineur, suivi d'un deuxième thème en fa majeur. Dans la section de développement, le thème principal apparaît deux fois, donnant l'apparence d'une section de pseudo-reconstitution. Une cadence, assez brève, est placée à la fin de la partie de développement. Elle est enchevêtrée dans la partie de reproduction telle quelle. Après que seuls le premier thème et le sous-thème aient été reproduits, cela devient une coda allegro, et finalement le piano joue les accords en préfrappe devant l'orchestre, se terminant de façon spectaculaire.

### II. Andante
En fa majeur de forme ternaire, à 
. Le début et la fin calmes et poétiques contrastent avec la section médiane dramatique en la mineur aux grondements tumultueux.

### III. Allegro
En ré mineur/ré majeur, de forme rondo, à 
. Un mouvement aux allures de danse au rythme syncopé, rappelle l'influence de la Krakowiak. Après une introduction rythmique, le thème du rondo commence chromatiquement avec piano et orchestre. Enfin, il passe en ré majeur, et après une coda passionnée avec un thème secondaire, la partie finale du premier mouvement est reproduite et la pièce entière se termine.

## Réception
Ce concerto romantique, très estimé autrefois, était inclus au répertoire des prodiges du piano, notamment d'Ignacy Paderewski et Sergueï Rachmaninov. La presse américaine a écrit avec enthousiasme sur son interprétation par la pianiste Fanny Bloomfield-Zeisler. 

## Discographie

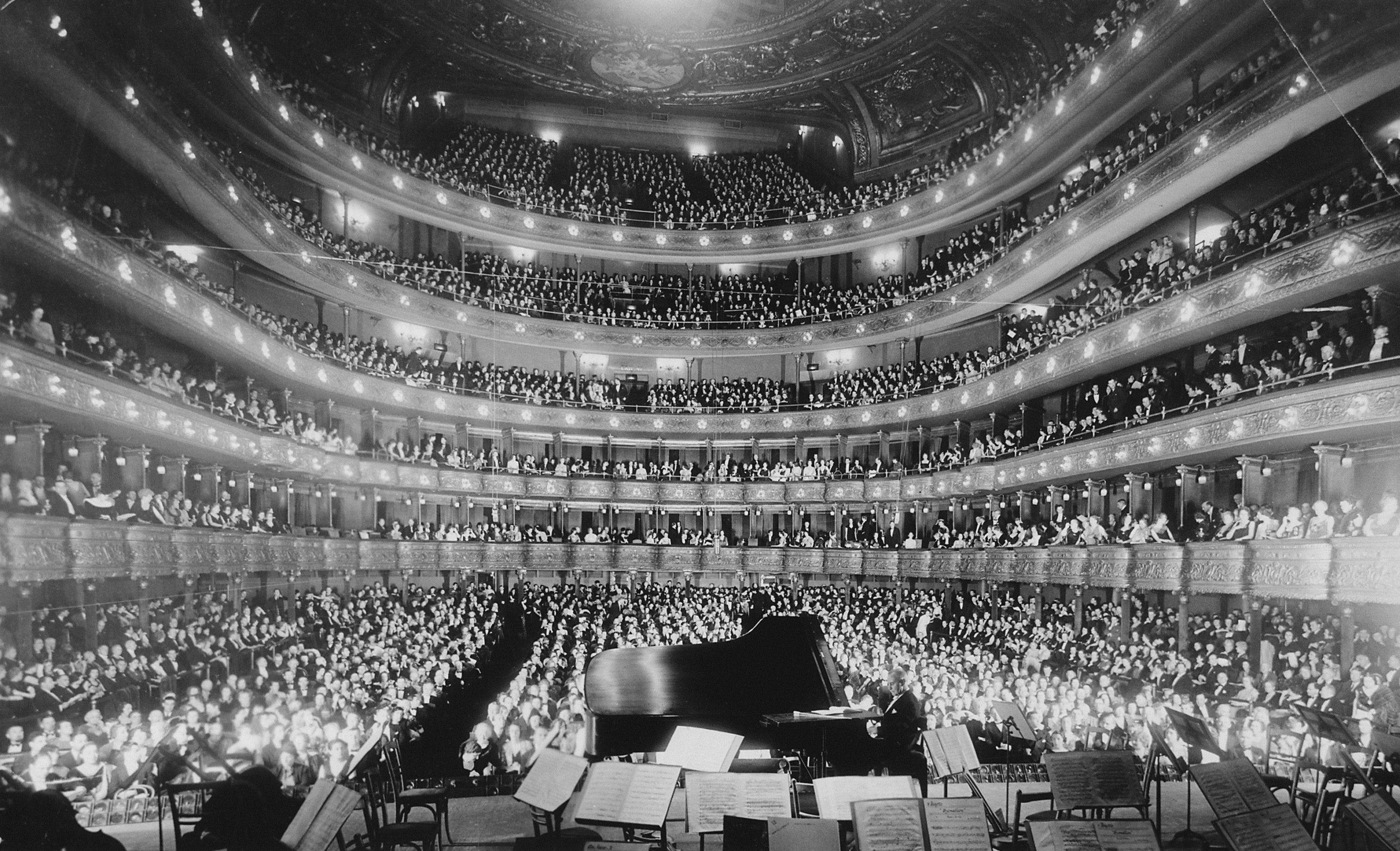
Le concert de Josef Hofmann dit « golden jubilee concert » au Metropolitan Opera de New York, le 28 novembre 1937.

Les deux enregistrements de concert laissés par un élève du compositeur, Josef Hofmann (1937 et 1945) véhiculent, selon J. Nicholas, un style d'interprétation que l'auteur lui-même aurait aimé voir. 
- Josef Hofmann ; Orchestre Symphonique des étudiants de l'Institut Curtis, dir. Fritz Reiner (1937)
- Josef Hofmann ; Orchestre symphonique de Détroit, dir. Karl H. Krüger (1945)
- Grigory Ginsberg, Orchestre Symphonique de la Radio d'URSS, dir. Aaron Shereshevsky (1956, Westminster) (OCLC 7696749)
- Oscar Levant ; Orchestre philharmonique de New York, dir. Dimitri Mitropoulos (1952, Columbia/Sony) (OCLC 1013210331 et 1107049687)
- Friedrich Wührer ; Orchestre philharmonique de Vienne, dir. Rudolf Moralt (1953, Vox) (OCLC 705002441)
- Michael Ponti ; Philharmonia Hungarica, dir. Othmar Mága (1968, Vox/« Russian piano concertos », 15 CD Brilliant Classics/Doron, etc.) (OCLC 603760040 et 1203145944)
- Raymond Lewenthal ; Orchestre symphonique de Londres, dir. Eleazar de Carvalho (1974, Columbia/Sony) (OCLC 1138886545)
- Victor Bunin, Orchestre symphonique de la Radio Télévision d'URSS, dir. Eduard Serov (ru) (1974, Melodiya C10-09731 / Le Chant du monde) (OCLC 22325560 et 762751102)
- Joseph Banowetz, Orchestre philharmonique Tchécoslovaque de Kosice, dir. Robert Stankovsky (1992, Marco Polo/Naxos)
- Alexander Paley ; Orchestre symphonique d'État de Russie, dir. Igor Golovschin (1993, Russian Disc)
- Larisa Shilovskaya ; Orchestre symphonique de Moscou, dir. Alexander Anisimov (1993, Lydian)
- Matti Raekallio ; Orchestre philharmonique de Tampere dirigé par Leonid Grin (1994, Ondine)
- Shura Cherkassky, Orchestre philharmonique royal, dir. Vladimir Ashkenazy (1994, Decca)
- Marc-André Hamelin ; BBC Scottish Symphony Orchestra, dir. Michael Stern (18-19 février 2005, Hypérion) (OCLC 1113667044)
- Grigorius Zamparas, Orchestre du Philharmonia Bulgarica dirigé par Jon Ceander Mitchell (2008) - Centaur Records
- David Glen Hatch ; Orchestre symphonique de Christchurch (Nouvelle-Zélande), dir. Kenneth Young (17-18 octobre 2015, Centaur Records) (OCLC 1034690375)
- Anna Shelest ; Orchestre Now (Bard College, États-Unis), dir. Neeme Järvi (15 octobre 2017, Sorel Classics) (OCLC 1083115244)
- Schaghajegh Nosrati ; Rundfunk-Sinfonieorchester Berlin, dir. Róbert Farkas (octobre 2019, CPO) (OCLC 1290791527) — avec le second concerto.